# نقشة ناصر (نصار)
نقشة ناصر (بالفارسية: نقشه‌نصار) هي قرية تقع في إيران في قسم نصار الريفي. يقدر عدد سكانها بـ 109 نسمة بحسب إحصاء 2016.